# 中川富雄
中川 富雄（なかがわ とみお、1955年7月6日 - ）は、NHKの元シニアアナウンサー。

## 人物
茨城県出身。茨城県立土浦第三高等学校を経て獨協大学外国語学部卒業、1979年に入局。北見局〜秋田局時代には単身赴任を経験。自身の子育て経験を基に講演活動なども行ったこともある。2014年札幌局に異動、2015年60歳となり定年を迎え、アナウンサーリストから名前が消去される。その後の去就は不明。

## 現在の担当番組
- なし

## 過去の担当番組
釧路放送局時代
- お達者くらぶ 長寿列島　北南「ただいま参上!ビデオじいさん」「阿寒国立公園・摩周湖」北海道弟子屈町（1982年9月29日）

大津放送局時代
- FMリクエストアワー
- てんびん棒が築いた町 ―ふるさと登場― ～近江商人のふるさとを行く～

東京アナウンス室時代
- 2000年入局のアナウンサーの研修[2]
- はなすきくよむ制作、アナウンサーにQ制作
- 首都圏ネットワーク リポーター

秋田放送局時代
- おはよう秋田

札幌放送局時代
- NHKニュースおはよう北海道（キャスター、月 - 金曜日、隔週、 - 2007年3月）

日本語センター出向時代
- NHK手話ニュース（ニュースリーダー、随時）